# Erna Meyer
Erna Konstanze Fanny Karoline Pollack (Berlín, 13 de febrero de 1890-Haifa, marzo de 1975), conocida como Erna Meyer, fue una economista doméstica y socióloga alemana e israelí. Participó activamente en la Organización Mundial de Mujeres Sionistas en Palestina. Obtuvo un doctorado en economía doméstica y fue reconocida por promover al trabajor doméstico eficiente y el diseño moderno de viviendas. Tras emigrar a Palestina en 1933, escribió artículos, impartió conferencias y clases de cocina. Fue autora de dos libros superventas: Der neue Haushalt («El nuevo hogar»), que promovía la racionalización de las tareas domésticas, y Wie kocht man in Erez-Israel («Cómo cocinar en la Tierra de Israel»), un libro de cocina dirigido a inmigrantes judíos alemanes.

## Primeros años de vida
Nació en una familia judía asimilada en Berlín, la capital alemana, el 13 de febrero de 1890. Era la menor de cinco hijos y la única mujer. De 1908 a 1913, estudió economía política en la Universidad Friedrich Wilhelm. Obtuvo su doctorado con una tesis titulada Der Haushalt eines höheren Beamten in den Jahren 1880–1906 («El hogar de los altos funcionarios públicos entre 1880 y 1906 según sus cuentas»), basada en el libro de cuentas de su padre.
Se casó con Arnold Meyer, ingeniero de la Allgemeine Elektricitäts-Gesellschaft. Mientras su esposo estuvo destinado en Austria durante la Primera Guerra Mundial, trabajó con viudas de guerra y en orfanatos de la Alta Silesia. Posteriormente, dirigió un comedor social en Viena que atendía a 13 000 personas al día. Tras la guerra, los Meyer perdieron sus propiedades ante la recién creada Checoslovaquia. Se mudaron primero a Núremberg y luego a Múnich, donde ella consiguió un trabajo como secretaria en una editorial de libros. En la década de 1920, proyectaron una casa de madera en Unterzeismering, a orillas del lago de Starnberg, y se establecieron allí en 1927.

## Carrera

### Alemania

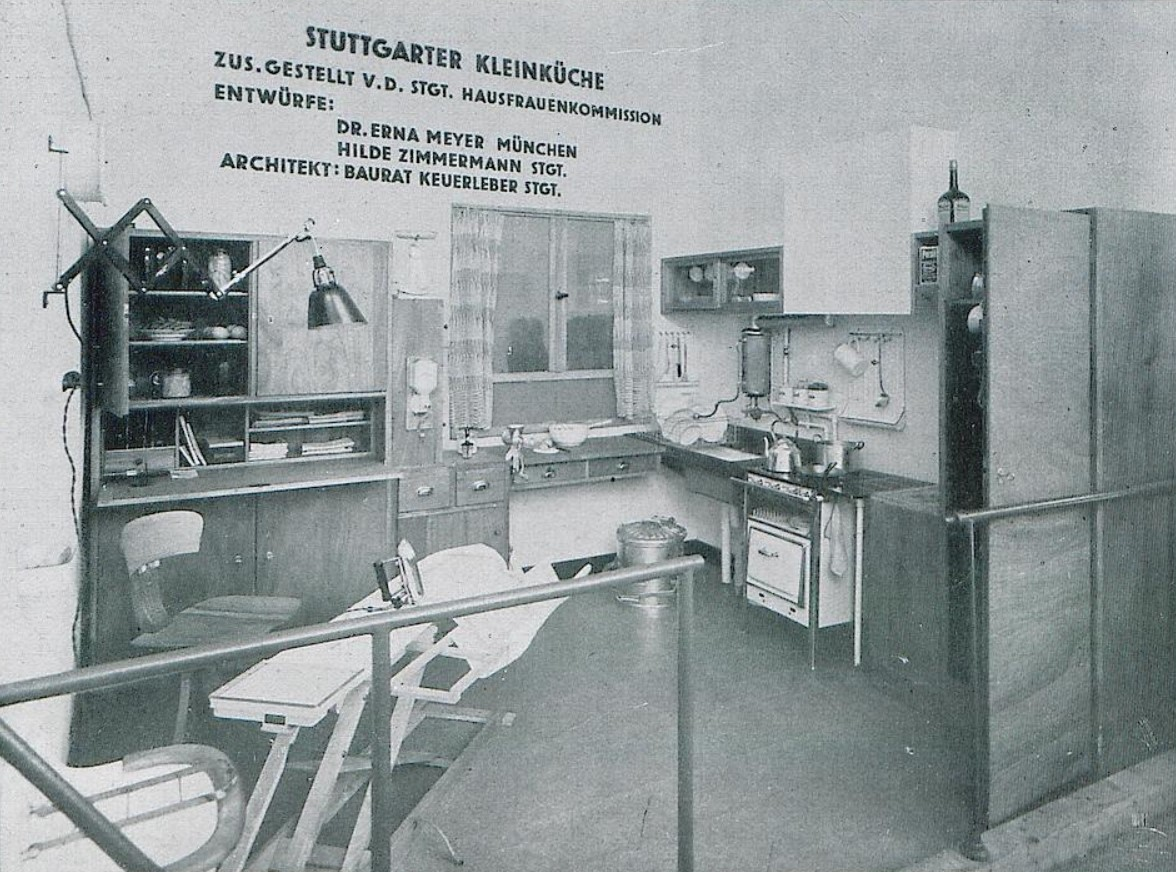
Meyer co-diseñó esta cocina de 1927 centrándose en la eficiencia y el uso racional del espacio.

Obtuvo un amplio reconocimiento con la publicación en 1926 de Der neue Haushalt («El nuevo hogar»), donde abogó por la racionalización del trabajo doméstico e instó a la cooperación entre arquitectos y amas de casa para crear diseños domésticos más eficientes. Presenta la racionalización del trabajo doméstico como transformadora para todos los aspectos de la vida de una mujer y para la sociedad en su conjunto. Si bien ella personalmente persigue diferentes prioridades dentro de su matrimonio, no cuestiona la división social más amplia del trabajo entre los sexos. El libro tuvo más de 40 ediciones y se convirtió en uno de los manuales de hogar más leídos del período de entreguerras, con un impacto que se extendió mucho más allá de la República de Weimar.
Meyer estaba particularmente interesada en la racionalización de las tareas domésticas. Fabricantes de muebles y arquitectos modernistas como Ludwig Mies van der Rohe y J. J. P. Oud acudieron a su consejo. Participó en la Reichsforschungsgesellschaft für Wirtschaftlichkeit im Bau- und Wohnungswesen («Sociedad de Investigación del Reich para la Eficiencia Económica en la Construcción y la Vivienda») y participó en exposiciones que promovían nuevos modelos de vida doméstica, incluyendo Die Wohnung («La Vivienda»), presentada en 1927 en la exposición del Deutscher Werkbund en la Weißenhofsiedlung. Como autoridad en asuntos domésticos prácticos, estableció estándares para cocinas y mobiliario y supervisó la sección de cocinas de la exposición interior. La exposición presentó cuatro cocinas de Stuttgart que ilustraban los principios de la «gestión racional del hogar», tres de las cuales Meyer diseñó con Hilde Zimmermann. En 1928, junto con los arquitectos Hanna Löw y Walther Schmidt, Meyer diseñó la cocina de Múnich, que permitía supervisar a los niños mientras se cocinaba.

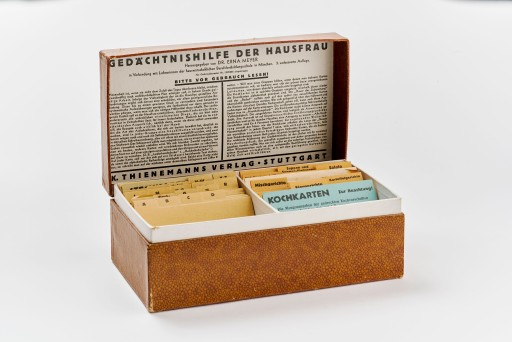
Meyer diseñó en 1930 la «ayuda memoria para el ama de casa», un zettelkasten («fichero de tarjetas») para el hogar.

En 1929, Erna y Arnold Meyer fundaron la revista mensual Neue Hauswirtschaft («Nueva Economía Doméstica»), que reunía contribuciones de politólogos, psicólogos, economistas y trabajadores sociales. Entre 1929 y 1933, Meyer escribió regularmente para revistas de arquitectura y revistas femeninas, y fue editor de Neue Hauswirtschaft.

### Palestina
El esposo de Meyer falleció en 1932. Fue despedida sumariamente de su trabajo sin previo aviso en 1933, cuando los nazis llegaron al poder. En consecuencia, abandonó Alemania a finales de 1933 y emigró a Palestina. Durante la década de 1930, desempeñó diversos cargos de consultoría y docencia, incluyendo en la Organización Mundial de Mujeres Sionistas (WIZO) y la Corporación Eléctrica Palestina.
Meyer se dedicó activamente a promover los enfoques sionistas de la salud y la nutrición. Esto incluyó conferencias sobre cocina palestina con demostraciones culinarias, clases de cocina y asesoramiento para amas de casa alemanas, además de presentar habilidades domésticas en la Expo Tel Aviv de 1934. También colaboró con el Jüdische Rundschau y mantuvo una columna regular en el Mitteilungsblatt. En 1936, publicó su primer libro de cocina posmigratoria, Wie kocht man in Erez-Israel («Cómo cocinar en la Tierra de Israel»), dirigido principalmente a inmigrantes alemanes recientes. Tuvo un gran éxito y Meyer se convirtió rápidamente en una figura reconocida entre las amas de casa, quienes incluso le pedían autógrafos. En 1940 publicó otro libro de cocina, Küchenzettel in Krisenzeiten («Notas de cocina en tiempos de crisis»).
A pesar de su continua participación tras emigrar, Meyer no pudo recuperar la influencia que había tenido en Alemania. En las décadas siguientes, su perfil público disminuyó progresivamente. Falleció en marzo de 1975 en Haifa.

## Publicaciones
- Der neue Haushalt: Ein Wegweiser zu wirtschaftlicher Hausführung von Erna Meyer. Mit 203 Bildern und 12 Tafeln (en alemán). Franck'sche Verlagshandlung. 1927. Consultado el 22 de julio de 2025.
- Haushaltungsbuch (en alemán). K. Thienemann. 1930. Consultado el 22 de julio de 2025.
- Wie kocht man in Erez-Israel (en alemán e inglés). Organización Mundial de Mujeres Sionistas. 1936. Consultado el 22 de julio de 2025.
- Küchenzettel in Krisenzeiten: zeitgemässe Rezepte und Menu-Zusammenstellungen für den Haushalt (en alemán). Verlag Joachim Goldstein. 1940. Consultado el 24 de julio de 2025.